# Harold Allen Orr
Harold Allen Orr es un genetista evolutivo estadounidense, profesor en el departamento de biología de la Universidad de Rochester.
El Dr. Orr tiene varios intereses generales. La mayor parte de su investigación se centra en la genética de la especiación y la genética de la adaptación. En particular, está interesado en la base genética de la esterilidad y la inviabilidad híbrida, por ejemplo, cuántos genes causan el aislamiento reproductivo entre las especies, cuáles son las funciones normales de estos genes y lo que llevó a las fuerzas de la evolución a su divergencia. Estudia estos problemas mediante el análisis genético de aislamiento reproductivo entre las especies de Drosophila. 
En su trabajo de adaptación, el Dr. Orr está interesado en reglas teóricas o patrones que pueden caracterizar la genética de poblaciones de la adaptación. Estudia estos patrones utilizando tanto la teoría genética de la población como la experimentación. 
Orr obtuvo su licenciatura en Biología y en Filosofía por el College of William and Mary y su doctorado en Biología en la Universidad de Chicago. Realizó la investigación postdoctoral en la Universidad de California, Davis.
En 2008 recibió la Medalla Darwin-Wallace.